# Česká Kubice
Česká Kubice là một làng thuộc huyện Domažlice, vùng Plzeňský, Cộng hòa Séc.